# تيما الشوملي
تيما الشوملي (6 مارس 1985، ممثلة وكاتبة ومنتجة و مخرجة أردنية، من مواليد العاصمة عمان، لمع نجمها في عالم الكوميديا في الأردن، إذ تميزت بجرأتها أمام الشاشة، وقدرتها على إيصال وإيضاح أفكار المجتمع، منذ طفولتها وهي تهوى الفن وخاصة الكتابة والإخراج، وتطبق ما تحلم به بكاميرا الفيديو المنزلية.

## دراستها
تخرجت من المدرسة بمعدل متفوق ولم تتمكن من الالتحاق بجامعة متخصصة بتدريس المجال الذي تهواه، فالتحقت بكلية إدارة الأعمال بكالوريوس علوم مالية ومصرفية، ولكن بالرغم من ذلك لم تتوقف عن الكتابة إلى ان تعرفت على الهيئة الملكية للأفلام ونشاطاتها، وبدأت بالمشاركة بدورات مكثفة في صناعة الافلام وهناك صنعت أول فيلم قصير لها، ثم تقدمت إلى دراسة الماجستير في الفنون السينمائية بعد تأسيس معهد البحر الأحمر للفنون السنمائية وتخرجت بشهادة ماجستير تخصص إنتاج وكتابة.

## أعمالها
أول عمل كوميدي في مسيرتها، شاركت في كتابته وتمثيله البرنامج الكوميدي بث بياخة في موسمه الثاني الذي عرض في رمضان عام 2011 وبعد ذلك بدأت برنامجها الخاص «في ميل» في بداية 2012 وهو مسلسل كوميدي اجتماعي ساخر، بإنتاج مشترك من «فيلمزيون» بالتعاون مع شركة «خرابيش»، وتطور مسلسل «في ميل» إلى مواسم حيث بدء بحلقات على يوتيوب ثم تم إنتاج الموسم الأول عام 2012 والموسم الثاني 2013 والموسم الثالث 2016 وتم عرضهما على يوتيوب إلى جانب عرضهما في رمضان على تلفزيون رؤيا.
مسلسل زين
شاركت بإنتاج مسلسل زين «الدرامي الكوميدي» والذي عُرض على فضائية MBC في العام 2013، والعمل من بطولة نخبة من الفنانين العرب وشاركت تيما به كممثلة أيضاً، إذ ظهرت شخصيتها في الحلقة 17 من المسلسل، بدور خفيف الظل، وهو فتاة تعمل كمديرة تصوير، وتمر بمواقف مميزة.[بحاجة لمصدر]
مدرسة الروابي للبنات
قامت بكتابة وإخراج مسلسل مدرسة الروابي للبنات من إنتاج نتفليكس في موسميه عاميّ 2021، 2024 وشاركت بالتمثيل في الموسم الثاني منه بدور مديرة المدرسة.[بحاجة لمصدر]

## انجازات
ترشحت تيما لمهرجان تايكي 2012 عن طريق تصويت الجمهور عن فئة أفضل ممثلة أردنية بتصويت الجمهور ووصلت للتصفيات النهائية.

## وصلات خارجية
- تيما الشوملي على موقع IMDb (الإنجليزية)
- تيما الشوملي على موقع قاعدة بيانات الفيلم (الإنجليزية)